# AMOYAMO
AMOYAMO（アモヤモ）とは日本の女性ファッションモデル、AMOとAYAMOの二人によるユニット。エープラス所属。主に「Zipper」「KERA」など青文字系雑誌で活動するモデルである。2012年8月1日より音楽活動を開始し、プロデュースはロックバンドthe brilliant greenのボーカル、川瀬智子がTommy名義にて担当。

## メンバー
- AMO（あも、1991年2月19日 - ）
- AYAMO（あやも、1987年9月17日 - ）

## 概要
結成の切っ掛けは2005年より読者モデルとして活動していたAMOがファッション雑誌「Zipper」にてAYAMOと出会い、撮影現場にて音楽の趣味が共通していた事で仲良くなり2010年に結成し雑誌の企画等で活動を開始する。またユニット名の「AMOYAMO」についてはAMO曰く、「二人の知らない間に自然発生し、そのままユニット名として使用し始めた」との事。

### 音楽活動
2012年6月24日、二人がパーソナリティを務めるラジオ及びブログにて川瀬智子プロデュースのもと、音楽活動を開始する事を告知。同年8月1日にプレデビューミニアルバム「A☆M☆O☆Y★A★M★O」をタワーレコード限定でリリース。また本作の発売に伴いJOL HARAJUKUにてプレデビューイベント「原“塾” in JOL」を開催。最終日8月26日にDefSTAR RECORDSより10月31日にメジャーデビューシングル「LET'S GO OUT」をリリースすることを告知した。
音楽活動の切っ掛けは元々AYAMOは音楽活動が夢であったのと、モデル以外でのヴィジュアルの表現方法を模索していたAMOがその事を知りAMOとAYAMOの二人で活動した方が、やりたい世界観に広がり感じたのを切っ掛けに2年半より二人で音楽活動をするために行動を開始する。
また二人をプロデュースを担当する川瀬智子との出会いは、AMOが元々川瀬のファンであった事を雑誌の編集者や自身のファンからのファンレターから伝えられ興味を持った川瀬が、AMOの写真を見た際にAMOの可愛さに惚れ、自身の手でプロデュースをしたいを決め、関係各所へプレゼンをしたと述べている。ただし当時は既に別の音楽プロジェクトが進んでいる事や、他の理由につき川瀬は一時はプロデュース自体を諦めていたが、ファッションブランドCandy Stripperのデザイナー板橋よしえと再会し、自然とAMOの話題になった際に板橋より「私、つなごうか？」と話を持ちかけた事を切っ掛けにAMOのマネージャーから連絡を貰い、そこから一気に話が進展したと述べている。またAMOとAYAMOの二人は音楽活動を出来る事にドーナツショップにて泣きながら喜びあったと言う。
なお川瀬はAMOとAYAMOには自身のソロ活動のキャラクターTommy february6とTommy heavenly6を彷彿させ、また二人の思考や性格が自身の性格や考え方が近いので昔の自分を見てるような気がし、シンパシーを感じたと述べている。
2014年3月14日、公式サイトにて音楽活動の終了を発表。

## ディスコグラフィー

### シングル
- LET'S GO OUT　アニメ銀魂2012年10月クールオープニング曲[5]（2012年10月31日）
  1. LET'S GO OUT
  2. OMG!!
  3. Freeze!

- LIVE/MAGIC（2013年3月27日）
  1. LIVE
  2. MAGIC
  3. Maze (Amo)
  4. DARLIN' (Ayamo)
  5. TWINKLE

### ミニアルバム
- A☆M☆O☆Y★A★M★O（2012年8月1日 UXCL-0051）
  1. A☆M☆O☆Y★A★M★O
  2. HEART♡♥CANDY
  3. X☠BOYFRIEND
  4. LITTLE MISS "SUMMER DAYS"

### アルバム
- FLASH（2013年10月30日）
  1. FLASH
  2. LET'S GO OUT
  3. MAGIC
  4. TWINKLE
  5. INTO THE GROOVE
  6. Freeze!
  7. X BOYFRIEND
  8. SeCret scARlet
  9. MOONSHINE BOY

### 書籍
- AMOYAMO CIRCUS（2011年3月23日 祥伝社）
  - AMO&AYAMO名義にて発売